# Maggy de Coster
Maggy de Coster (Jérémie, 23 de abril de 1966) es una periodista y galardonada escritora de origen haitiano que vive en Francia. Hasta 1987 (o posiblemente algo más tarde), escribió usando su nombre de nacimiento, Margareth Lizaire, aunque también se la conoce como Margareth Lizaire de Coster. Ha trabajado como periodista en Haití, Francia, Suiza, Inglaterra y Barbados.
Nacida en Jérémie, se mudó a París donde se formó como periodista en el French Press Institute y en el Centre de formation et de perfectionnement des journalistes y obtuvo un Máster de Estudios Avanzados (Diplôme d'études approfondies) en Derechos y Relaciones Sociales de la Universidad Panthéon-Assas. Es miembro de la Asociación Francesa de Mujeres Periodistas.
En 2000, fundó la revista literaria Manoir des Poètes donde se desempeñó como directora. De Coster es miembro de la Société des gens de lettres de Francia y ha sido miembro del comité ejecutivo de la Société des poètes français. Su trabajo se ha incluido en varias antologías y ha sido traducida al español, italiano, inglés, rumano y árabe.
De Coster recibió el Prix Jean-Cocteau en 2004, el Prix de la chanson poétique en 2007 del Gran Concurso Internacional de Poesía Richelieu y el Certificado de honor al mérito en 2012 del Colegio Daniel Octavio Crespo, Panamá.

## Obras seleccionadas
- Nuits d’assaut, poesía (1981)
- Ondes Vives, poesía (1987)
- Rêves et Folie, poesía (1994)
- Mémoires inachevés d’une île moribonde, poesía (1995), recibió el primer premio de poesía de la Académie Internationale Il Convivio
- Analyse du discours de presse: Profil de deux hebdomadaires haitens: Haiti en marche et Haiti Observateur, ensayo (1996)
- Itinéraire interrompu d’une jeune femme journaliste, autobiografía (1998), recibió la Medalla rubí de la Académie Internationale de Lutèce
- La Tramontane des Soupirs ou le siège des marées, poesía (2002), recibió la Medalla rubí de la Académie Internationale de Lutèce
- Petites histoires pour des nuits merveilleuses, cuentos infantiles (2004)
- Le Chant de Soledad, novela (2007), recibió la medalla de plata de la Académie Internationale de Lutèce
- Le Journalisme expliqué aux non-initiés, no ficción (2007)
- Au gué des souvenirs, cuentos (2008)
- Doux ramages pour petits diablotins, poemas infantiles (2010)
- Le sémaphore du temps, poesía (2010)
- Entre éclair et pénombre / Entre relámpago y penumbras, poesía bilingüe, francés / español, (2014)
- In-Version Poétique / In-Versione Poetica, poesía bilingüe, francés / italiano, (2015)
- Les versets simplifiés du soleil levant, poesía, (2016)
- Et cette fois face au Potomac / Yesta vez frente al rio Potomac, novela bilingüe, francés / español (2018)
- Déclinaison du verbe, poesía (2018)
- Antes que despunte el alba / Avant l'aube / Prima che spunti l'alba, poesía trilingüe, francés / español / italiano (2018)
- Ce que le grand doit au petit, diálogo de palabras con Eduardo Caveri (2019)
- A fleur de mots, poesía (2021)